# 롤러스케이트장

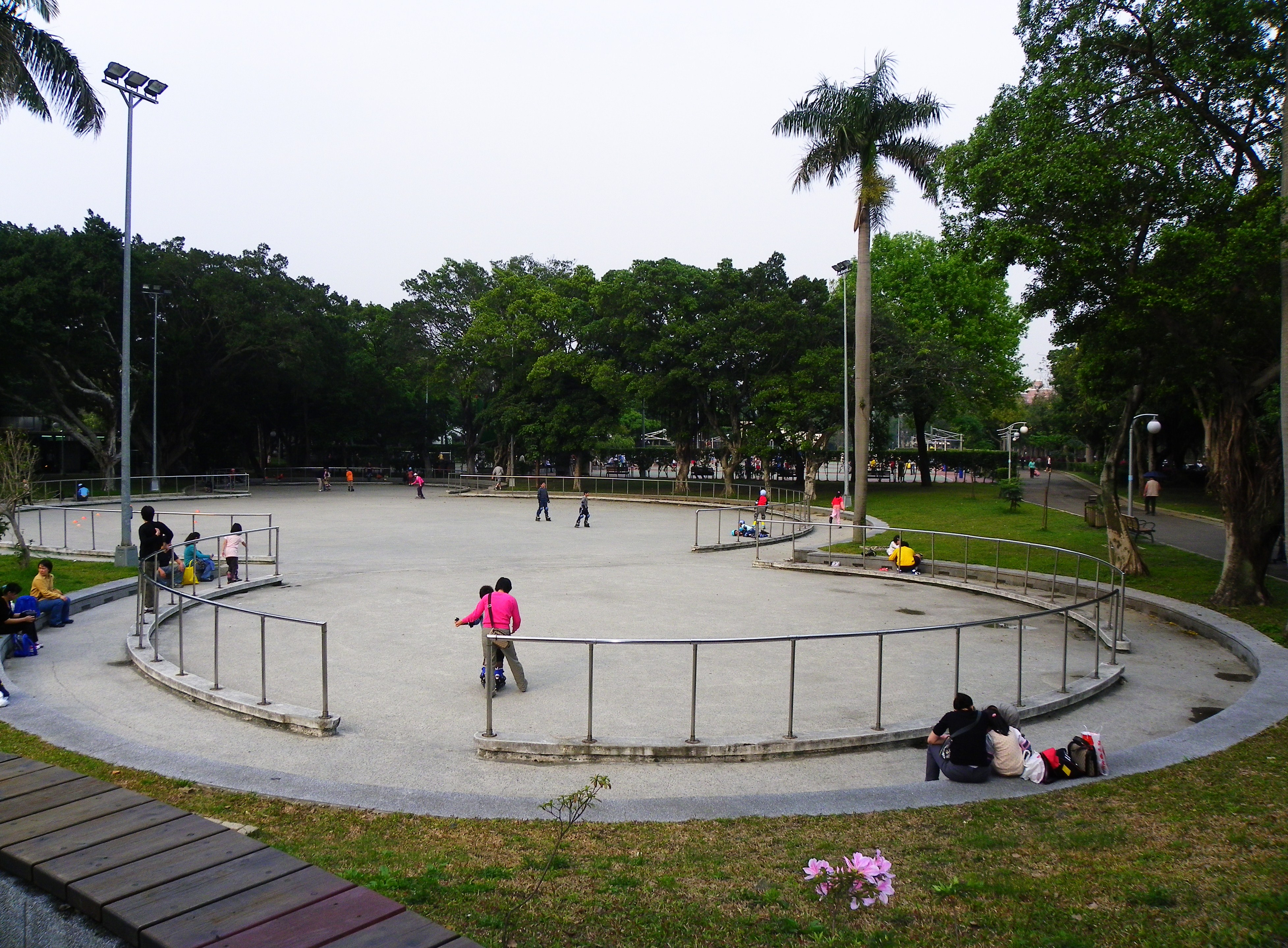
롤러스케이트장

롤러스케이트장은 롤러스케이팅을 할 수 있는 공간이다.
롤러 스케이트장은 일반적으로 단단한 나무 또는 콘크리트로 구성된 단단한 표면으로 롤러 스케이트 또는 인라인 스케이트에 사용된다. 여기에는 롤러 하키, 스피드 스케이팅, 롤러 더비 및 개인 레크리에이션 스케이트가 포함된다. 롤러스케이트장은 실내 또는 실외 시설에 위치할 수 있다. 대부분의 스케이트 센터 시설은 14,000평방피트(1,300m2) 미만부터 21,000평방피트(2,000m2) 이상까지 다양하다.